# KSV Rumbeke
KSV Rumbeke is een Belgische voetbalclub uit Rumbeke. De club is aangesloten bij de KBVB met stamnummer 5181 en heeft blauw als kleuren. Rumbeke speelt bijna zijn hele bestaan in de provinciale reeksen, maar speelde in ook al drie jaar in de nationale reeksen.

## Geschiedenis
In Rumbeke was reeds op 18 augustus 1930 Sportvereeniging Rumbeke aangesloten bij de Belgische Voetbalbond, met stamnummer 1651. Deze club diende echter in 1945 zijn ontslag in. De club werd heropgericht en schreef zich als Sportvereniging Rumbeke in 1949 in bij de Belgische Voetbalbond en kreeg er stamnummer 5181. De ploeg ging van start in Vierde Gewestelijke, werd er eerste en steeg al meteen een niveau. De volgende halve eeuw bleef Rumbeke in de provinciale reeksen spelen. Halverwege de jaren 60 kon de club een drietal jaar proeven van Tweede Provinciale, maar hierbuiten bleef Rumbeke tot eind jaren 80 in de onderste regionen, in Derde en Vierde Provinciale, spelen.
Begin jaren 90 kon de club zich in de provinciale reeksen een paar niveaus opwerken. In 1994 bereikte Rumbeke voor het eerst de hoogste provinciale klasse, waar men zich vanaf 1996 kon handhaven. In 2005 pakte Rumbeke de tweede plaats in Eerste Provinciale. De ploeg dwong een plaats af in de interprovinciale eindronde, versloeg er Tempo Overijse en RUW Ciney en promoveerde zo voor het eerst in de clubgeschiedenis naar de nationale reeksen. Het eerste seizoen kon men er nog de degradatiezone ontlopen, maar in 2006/07 strandde Rumbeke er afgetekend op een laatste plaats in zijn reeks. Na twee jaartjes nationaal voetbal zakte Rumbeke weer naar de provinciale reeksen.
Na twee seizoenen in Eerste Provinciale zakte Rumbeke in 2009 verder naar Tweede Provinciale. Daar behaalde men een jaar later echter meteen de titel en zo keerde men in 2010 terug op het hoogste provinciale niveau. 
In 2022 slaagde SV Rumbeke erin om opnieuw op te klimmen naar de nationale reeksen, maar het eerste seizoen daar (2022/23) werd geen succes, want de club eindigde op de 14e plaats, wat directe degradatie naar 1e Provinciale inhield. 

## Resultaten
| Seizoen | Klasse | Klasse | Klasse | Klasse | Klasse | Klasse | Klasse | Klasse | Klasse | Reeks                                                    | Punten                                                   | Opmerkingen                                                                                     |
|         | 1A     | 1B     | 1Am    | 2Am    | 3Am    | P.I    | P.II   | P.III  | P.IV   | Vanaf 2016-17 zijn er 3 nationale en 2 regionale niveaus | Vanaf 2016-17 zijn er 3 nationale en 2 regionale niveaus | Vanaf 2016-17 zijn er 3 nationale en 2 regionale niveaus                                        |
| ------- | ------ | ------ | ------ | ------ | ------ | ------ | ------ | ------ | ------ | -------------------------------------------------------- | -------------------------------------------------------- | ----------------------------------------------------------------------------------------------- |
| 2016/17 |        |        |        |        |        | 14     |        |        |        | Eerste prov. W.-Vl.                                      | 27                                                       |                                                                                                 |
| 2017/18 |        |        |        |        |        | 14     |        |        |        | Eerste prov. W.-Vl.                                      | 28                                                       |                                                                                                 |
| 2018/19 |        |        |        |        |        |        | 2      |        |        | Tweede prov. W.-Vl. A                                    | 68                                                       | winst in eindronde tegen KFC Heist en KSV Bredene, verlies tegen SV Anzegem                     |
| 2019/20 |        |        |        |        |        |        | 1      |        |        | Tweede prov. W.-Vl. B                                    | 57                                                       | seizoen vroegtijdig stopgezet wegens de Coronacrisis.                                           |
| 2020/21 |        |        |        |        |        | -      |        |        |        | Eerste prov. W.-Vl.                                      | -                                                        | geschrapt wegens de coronacrisis.                                                               |
| 2021/22 |        |        |        |        |        | 6      |        |        |        | Eerste prov. W.-Vl.                                      | 50                                                       | winst in eindronde tegen KSCE Mariakerke, KHO Bierbeek en VK Linden (en verlies tegen ASV Geel) |
| 2022/23 |        |        |        |        | 14     |        |        |        |        | Derde afdeling                                           | 22                                                       |                                                                                                 |
| 2023/24 |        |        |        |        |        | 3      |        |        |        | Eerste prov. W.-Vl.                                      | 57                                                       |                                                                                                 |
| 2024/25 |        |        |        |        |        | 1      |        |        |        | Eerste prov. W.-Vl.                                      | 80                                                       | Kampioen                                                                                        |
| 2025/26 |        |        |        |        |        |        |        |        |        | Derde afdeling VV A                                      |                                                          |                                                                                                 |

## Trainers
- 2009-2010:  Nigel Smith
- 2010-2011:  Nigel Smith
- 2011-2012:  Nigel Smith
- 2012-2013:  Nigel Smith
- 2013-2014:  Nigel Smith
- 2014-2015:  Nigel Smith
- 2015-2016:  Nigel Smith
- 2016-2017:  Nigel Smith,  Philip Mercier
- 2017-2018:  Philip Mercier,  Geert Broeckaert
- 2018-2019:  Geert Broeckaert
- 2019-2020:  Geert Broeckaert
- 2020-2021:  Geert Broeckaert
- 2021-2022:  Geert Broeckaert
- 2022-2023:  Geert Broeckaert
- 2023-2024:  Geert Broeckaert,  Fanny Schamp